# Торнадо (једрење)
Класа торнадо је од 1976. олимпијска дисциплина у једрењу. Једрилица типа торнадо је катамаран и уједно најбржа класа од олимпијских дисциплина у једрењу. Дизајнирали су је 1967. Родни Марч, Тери Пирс и Рег Вајт, са сврхом да постане катамаран за олимпијска такмичења. 
Ова једрилица је 2000. унапређена додавањем спинакера и увећавањем површине једара. Једрилица обично плови тако да је један од два трупа у ваздуху, а два пилота балансирају једрилицу сопственим телом и контролом једара. Ротирајући јарбол помаже при контроли једрилице и даје додатну аеродинамичност једру. 
Једрилица класе торнадо може да достигне брзину од 30 чворова низ ветар и 18 чворова уз ветар. 